# Robert Maah
Emanuel Robert Maah (* 25. März 1985 in Paris) ist ein ehemaliger  französisch-kamerunischer Fußballspieler.

## Karriere
Die Profikarriere von Maah begann im Jahr 2005 mit seinem Wechsel zur AS Bari in die italienische Serie B. Nachdem er zwischenzeitlich eine Halbserie für Ravenna Calcio in der Serie C1 gespielt hatte, nahm ihn Anfang 2007 AC Pro Sesto unter Vertrag. Dort erzielte er in der Saison 2007/08 sieben Tore in 20 Spielen und ließ in der Hinrunde 2008/09 fünf Tore in 18 Einsätzen folgen. Anfang 2009 holte ihn US Grosseto in die Serie B. Dort konnte er sich nicht durchsetzen. Er verließ den Klub im Sommer 2009 zum belgischen Erstligisten Excelsior Mouscron, konnte dort in der Hinrunde 2009/10 aber nur zwei Treffer erzielen. Maah kehrte Anfang 2010 nach Italien zurück und schloss sich Como Calcio in der Lega Pro an. Nach acht Toren in der Spielzeit 2010/11 gab ihm AS Cittadella im Sommer 2011 die Gelegenheit, sich erneut in der Serie B zu beweisen. Er konnte sich als Stammkraft im Sturm behaupten. Anfang 2013 verpflichtete ihn der rumänische Erstligist CFR Cluj. Mit seiner neuen Mannschaft konnte er sich am Ende der Saison 2013/14 für die Europa League qualifizieren. Im Sommer 2014 wechselte er zu US Orléans in die französische Ligue 2. Zur Saison 2015/16 wechselte Maah zum türkischen Zweitligisten Göztepe Izmir und spielte hier eine Saison lang. Im Sommer 2016 wurde sein Vertrag nicht verlängert. Maah war zwei Monate ohne Klub, ehe er Mitte August 2016 bei Gazélec FC Ajaccio in der Ligue 2 anheuerte. Die Saison 2018/19 verbrachte er bei US Boulogne und ging dann weiter zu Stade Laval. Zuletzt stand er in der Saison 2020/21 bei Union Titus Petingen in der luxemburgischen BGL Ligue unter Vertrag. Zu Beginn schoss er dort vier Treffer in neun Partien. Doch anschließend verletzte sich Maah schwer am Knie und sein auslaufender Vertrag wurde nicht verlängert. Bis zum heutigen Tag tauchte Maah in keiner weiteren Mannschaft mehr auf, somit ist von seinem Karriereende auszugehen.